# Kenny Thomas (Sänger)
Kenny Thomas (* 12. September 1968 in Islington, London) ist ein englischer Soul- und Popsänger. Seinen größten Erfolg hatte er 1991 mit der Single Thinking About Your Love.

## Biografie
Nachdem Thomas einige Jahre in Las Palmas aufwuchs, kehrte er in seine Geburtsstadt London zurück und begann, beeinflusst von Stevie Wonder, Roy Ayers und Earth, Wind and Fire, an einer musikalischen Karriere zu arbeiten. Anfang der 1990er Jahre veröffentlichte er seine ersten Tonträger beim Label Cooltempo und hatte sofort Erfolg in den englischen Charts.
Im Januar 1991 stieg das Lied Outstanding in die UK-Charts und erreichte Platz 12. Die Nachfolgesingle Thinking About Your Love wurde im Sommer ein noch größerer Hit und stieg auf Platz 4 der UK-Charts. Auch in Deutschland platzierte sich die Single in der Hitparade (Platz 50). Best of You verfehlte mit Platz 11 nur knapp die britischen Top 10, das Album Voices kletterte fast zeitgleich auf Platz 3 der UK-Album-Charts. Die Auskopplung Tender Love rundete den Erfolg des Sängers gegen Ende des Jahres ab und erreichte Platz 26.
Nach einer knapp zweijährigen Pause meldete sich Thomas mit der Single Stay zurück, die im Sommer 1993 auf Platz 22 im Vereinigten Königreich stand. Trippin’ on Your Love avancierte im September zum letzten Top-20-Hit Thomas’ und erreichte Platz 17. Das dazugehörige Album Wait for Me kletterte kurze Zeit später auf Platz 10 der englischen Hitparade. Die weiteren Auskopplungen Piece by Piece und Destiny konnten nicht an frühere Erfolge anknüpfen und mussten sich mit unteren Charträngen begnügen.
Ein letzter Charterfolg gelang Thomas im September 1995, als die Single When I Think of You Platz 27 in England erreichte. Weitere kommerzielle Erfolge blieben trotz diverser Veröffentlichungen aus. In der zweiten Hälfte der 1990er Jahre war er neben Eddie Craig und Jim Sullivan Mitglied des Trios Bodie & Doyle. Anfang der 2000er Jahre arbeitete Thomas mit Errol Reid zusammen. Die beiden Musiker veröffentlichten die Single Cheating on Me (Hitting on You) unter dem Projektnamen „Know 1 U No“.

## Diskografie

### Alben
| Jahr | Titel       | Höchstplatzierung, Gesamtwochen, AuszeichnungChartplatzierungen (Jahr, Titel, Platzierungen, Wochen, Auszeichnungen, Anmerkungen) | Höchstplatzierung, Gesamtwochen, AuszeichnungChartplatzierungen (Jahr, Titel, Platzierungen, Wochen, Auszeichnungen, Anmerkungen) | Anmerkungen |
| Jahr | Titel       | DE | UK | Anmerkungen |
| ---- | ----------- | --- | --- | ----------- |
| 1991 | Voices      | — | UK3 Platin · (23 Wo.)UK |             |
| 1993 | Wait for Me | — | UK10 Gold · (5 Wo.)UK |             |

Weitere Alben
- 1999: The Best (Kompilation)
- 2006: Crazy World
- 2011: Breathe
- 2013: Sexy Girl (Part 1) (SoulFunktion feat. Kenny Thomas)

### Singles
| Jahr | Titel Album                       | Höchstplatzierung, Gesamtwochen, AuszeichnungChartplatzierungen (Jahr, Titel, Album, Platzierungen, Wochen, Auszeichnungen, Anmerkungen) | Höchstplatzierung, Gesamtwochen, AuszeichnungChartplatzierungen (Jahr, Titel, Album, Platzierungen, Wochen, Auszeichnungen, Anmerkungen) | Anmerkungen |
| Jahr | Titel Album                       | DE | UK | Anmerkungen |
| ---- | --------------------------------- | --- | --- | ----------- |
| 1991 | Outstanding Voices                | — | UK12 (13 Wo.)UK |             |
| 1991 | Thinking About Your Love Voices   | DE50 (10 Wo.)DE | UK4 (13 Wo.)UK |             |
| 1991 | Best of You Voices                | DE66 (11 Wo.)DE | UK11 (7 Wo.)UK |             |
| 1991 | Tender Love Voices                | — | UK26 (6 Wo.)UK |             |
| 1993 | Stay Wait for Me                  | — | UK22 (6 Wo.)UK |             |
| 1993 | Trippin’ on Your Love Wait for Me | DE100 (1 Wo.)DE | UK17 (5 Wo.)UK |             |
| 1993 | Piece by Piece Wait for Me        | — | UK36 (3 Wo.)UK |             |
| 1994 | Destiny Wait for Me               | — | UK59 (2 Wo.)UK |             |
| 1995 | When I Think of You The Best      | — | UK27 (3 Wo.)UK |             |

Weitere Singles
- 1998: Feels Good (Funkshun feat. Kenny T)
- 2000: You Don’t Know (Malicious feat. Kenny Thomas)
- 2003: You Can’t Hide Your Love (Souledz feat. Kenny Thomas)
- 2004: Crazy World
- 2005: Him
- 2006: I Will
- 2011: The Show Is Over
- 2012: Without Your Love (Dave Doyle Remix) (Cool Million feat. Kenny Thomas)